# Lista de membros do Guns N' Roses
O seguinte é uma lista de músicos que foram membros da banda americana de hard rock Guns N' Roses. Formada em 1985, a banda é atualmente composta pelo vocalista Axl Rose, o tecladista e backing vocal Dizzy Reed, os guitarristas Slash e Richard Fortus, o baixista e backing vocal Duff McKagan e o baterista Frank Ferrer.
A banda foi formada em Los Angeles, Califórnia, em março de 1985 por Axl Rose, os guitarristas Izzy Stradlin e Slash, o baixista Duff McKagan e o baterista Steven Adler. Após lançar Appetite for Destruction (1987) e G N' R Lies (1988), o tecladista Dizzy Reed se juntou à banda em fevereiro de 1990. Adler foi demitido da banda em julho de 1990 após gravar uma nova canção, substituído por Matt Sorum. Após lançar Use Your Illusion I e II em setembro de 1991, o membro fundador Izzy Stradlin deixou a banda em novembro, sendo substituído por Gilby Clarke.
O álbum de covers The Spaghetti Incident? foi lançado em 1993, após, as relações entre os membros da banda começaram a deteriorar-se e membros do núcleo começou a sair. Clarke foi demitido em junho de 1994, Slash se demitiu em outubro de 1996, Matt Sorum foi demitido em junho de 1997 e o Duff McKagan saiu em agosto de 1997. Membros acima mencionados foram substituídos, respectivamente, por Paul Tobias, Robin Finck, Josh Freese e Tommy Stinson, uma linha finalizado em março de 1998; o segundo tecladista Chris Pitman juntou alguns meses mais tarde.
O novo lineup do Guns N' Roses começou a trabalhar em um CD de estúdio, embora as mudanças de formação impedia seu progresso. Em primeiro lugar, em março de 2000, o guitarrista Buckethead foi contratado para substituir Finck que saiu, enquanto o baterista Freese deixou a banda. Finck retornou ao Guns N' Roses em outubro de 2000, ao mesmo tempo, como substituto para Freese, Bryan Mantia, foi trazido para a banda. Com o novo álbum a fazer progressos significativos a cada ano, Bumblefoot e Frank Ferrer substituiram Buckethead e Brain, respectivamente, antes de Finck deixou novamente a banda em abril de 2008 para se juntar ao Nine Inch Nails.
Após atrasos intermináveis liberação e rumores sobre o álbum, Chinese Democracy foi finalmente lançado em novembro de 2008, com apresentações de todos os membros do Guns N' Roses presentes na banda entre 1998 e 2008. O guitarrista DJ Ashba se juntou a banda em março de 2009 como guitarrista solo, onde ficou até julho de 2015.

## Membros atuais

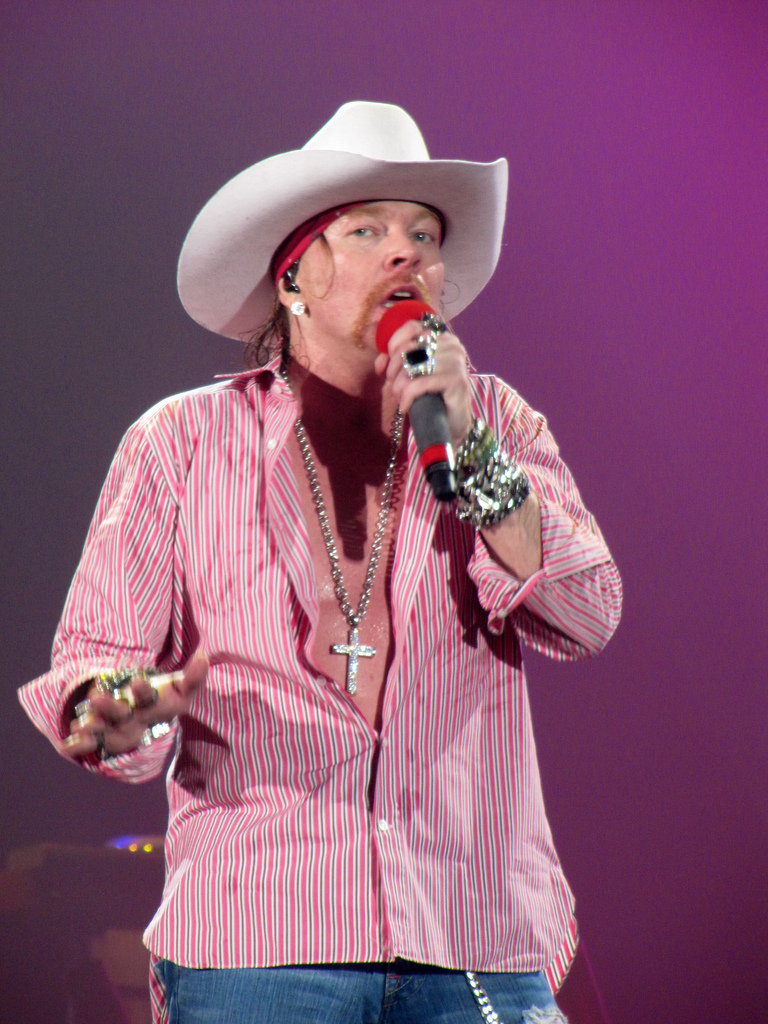
O vocalista Axl Rose é o único membro original remanescente do Guns N' Roses

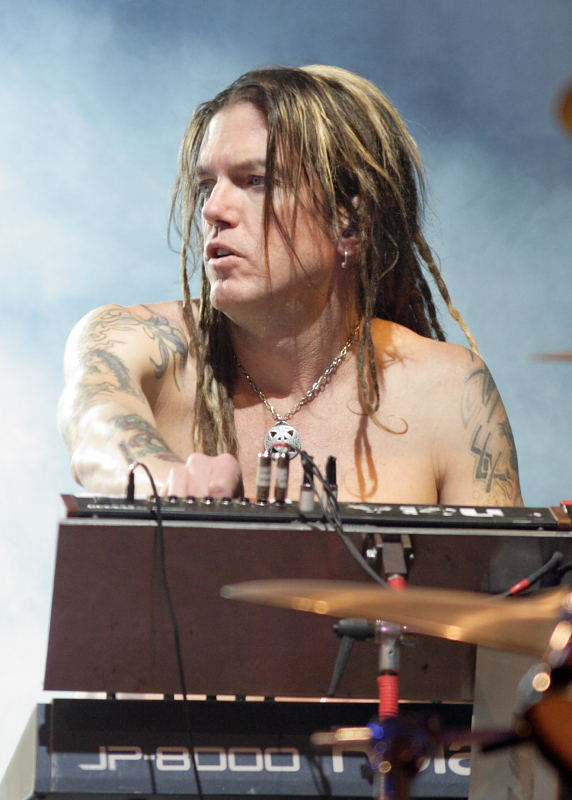
O tecladista Dizzy Reed é o segundo membro remanescente mais antigo na banda, desde 1990

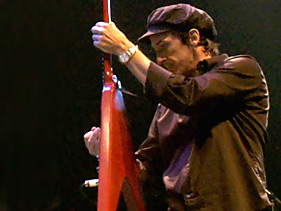
Izzy Stradlin foi o guitarrista original do Guns N' Roses de 1985 a 1991

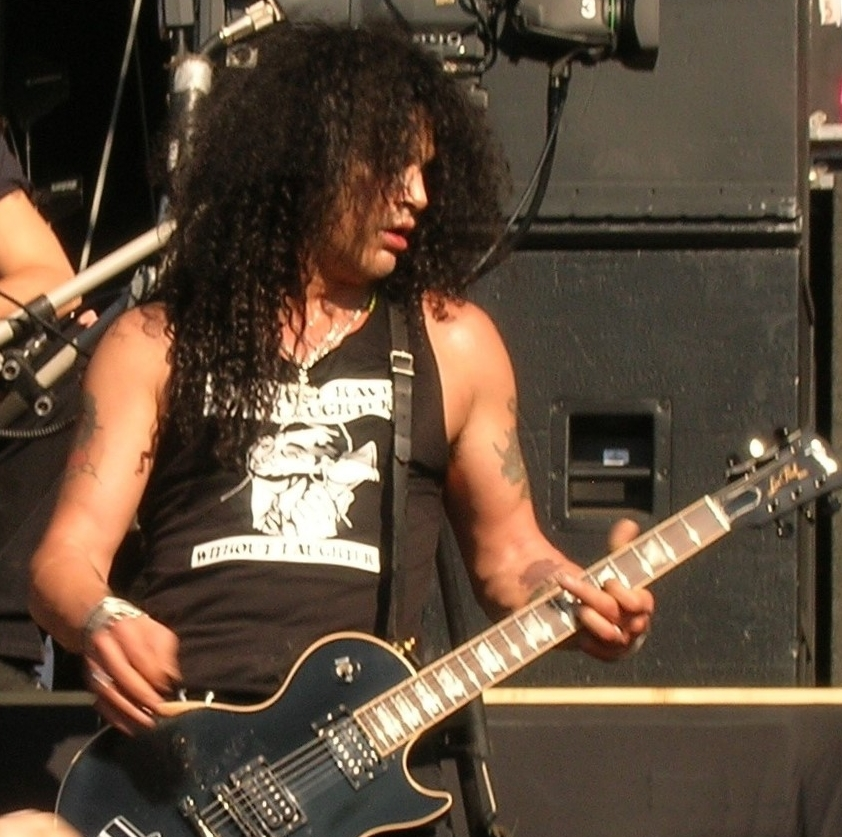
O guitarrista Slash participou de todos os álbuns antes do Chinese Democracy

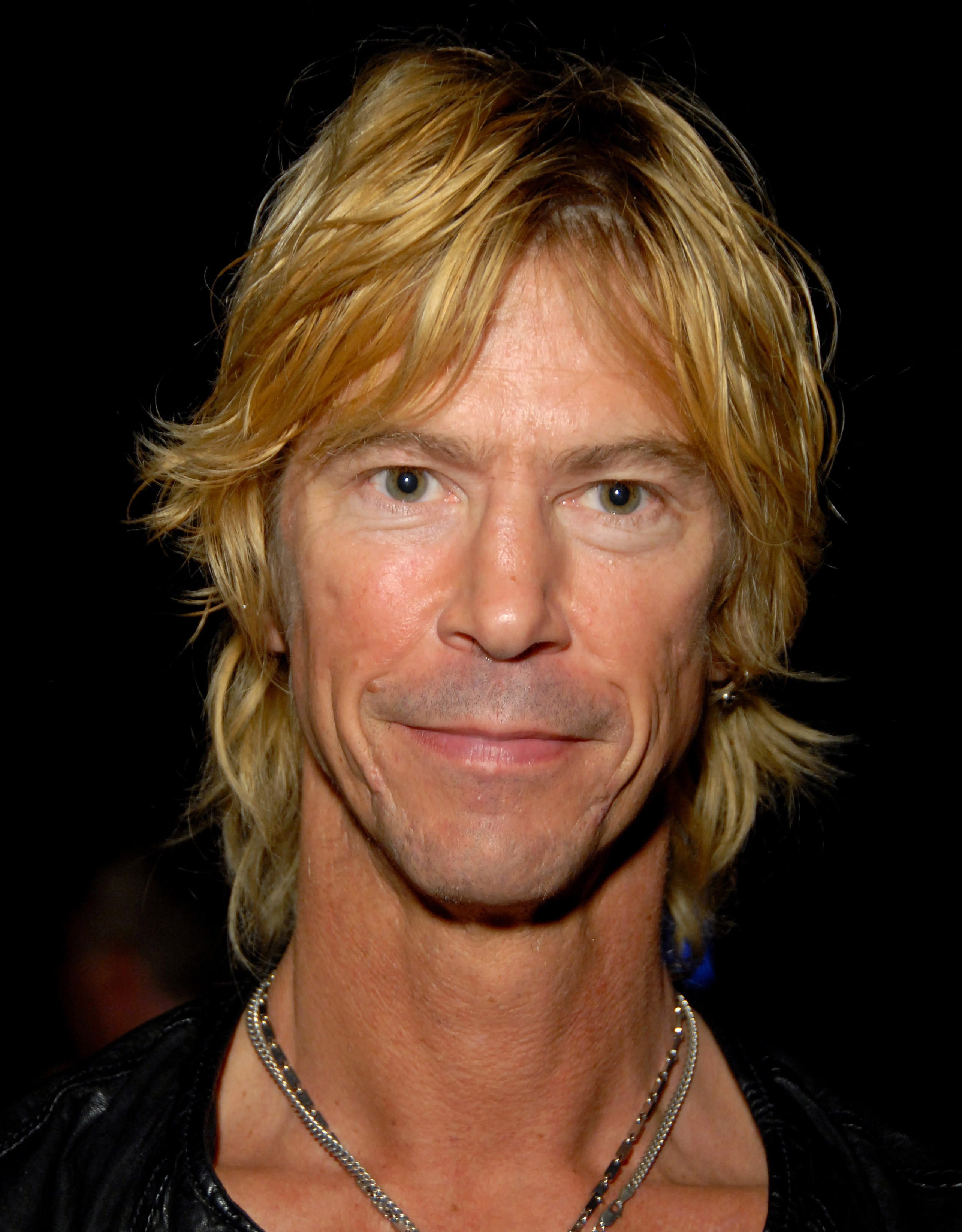
Duff McKagan é o baixista da banda de maio de 1985 a agosto de 1997 e de 2016 em diante

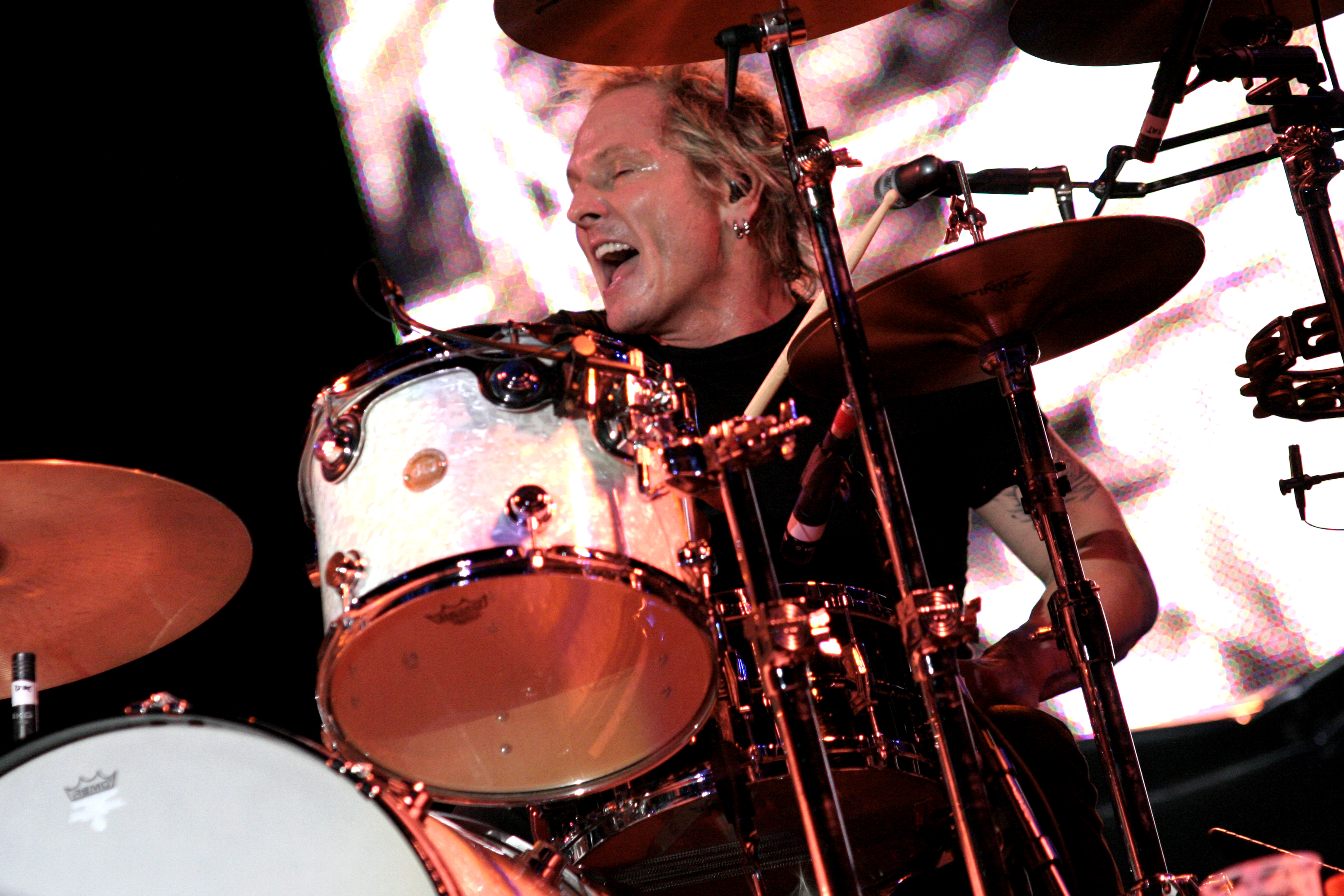
Matt Sorum foi o segundo baterista de longo prazo da banda, tendo substituído Steven Adler em 1990

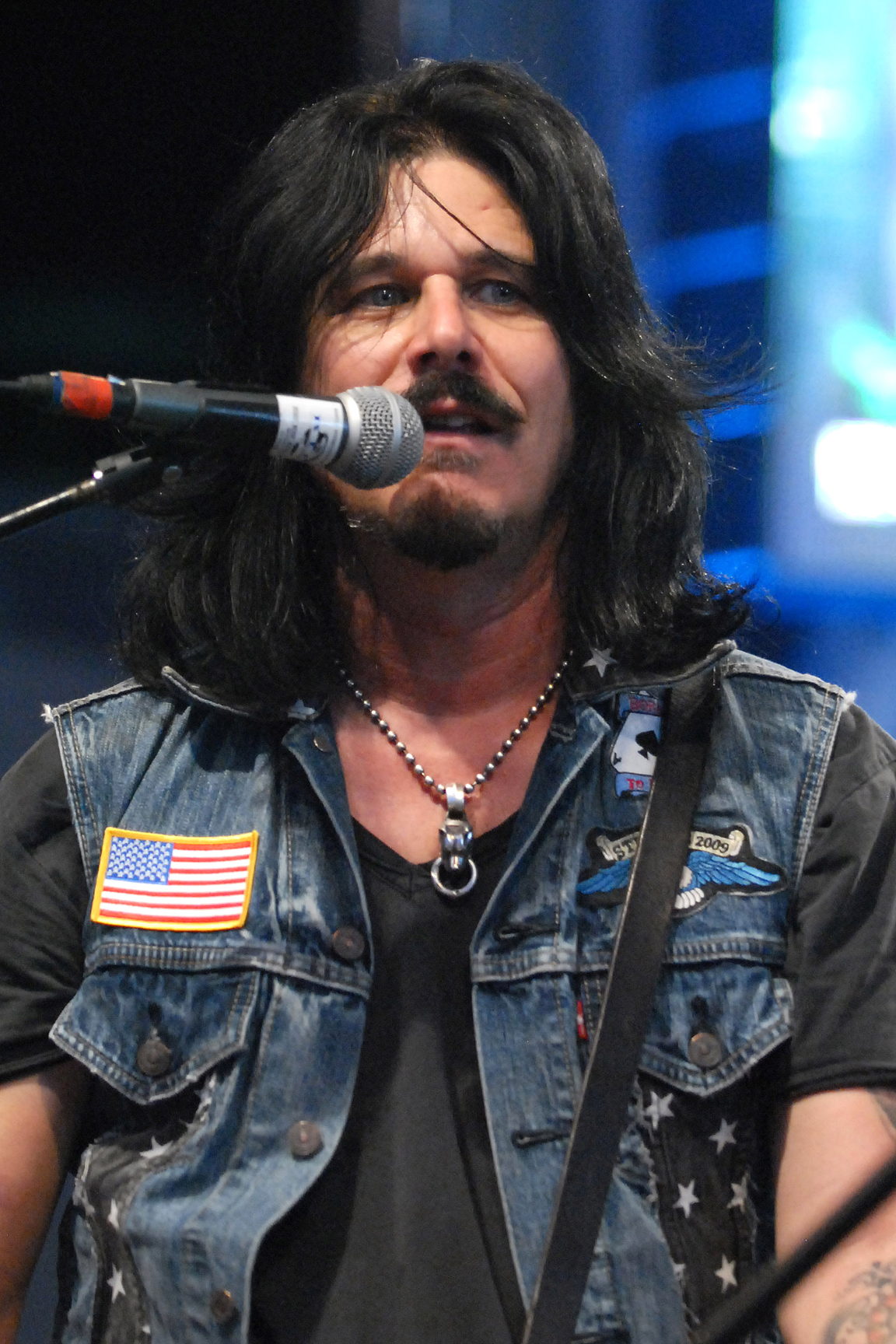
Gilby Clarke tornou-se guitarrista rímico da banda após Izzy Stradlin deixar a banda em novembro de 1991. Ele era um membro da banda até junho de 1994

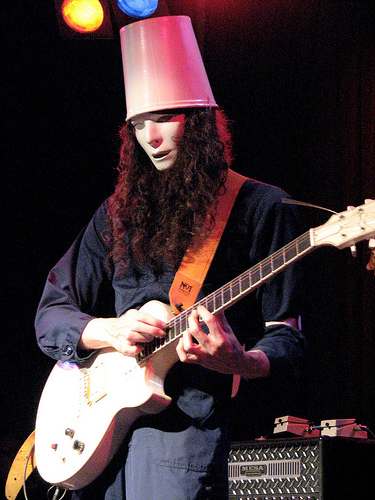
Buckethead foi guitarrista da banda de 2000 a 2004. Ele se apresentou na maioria das músicas do Chinese Democracy

Axl Rose
Ativo: março de 1985–presente
Instrumentos regulares: vocail
Instrumentos ocasionais: piano, teclados, guitarra rítmica, guitarra acústica, coro, sintetizadores, apito, assobio, kazoo, percussão, co-vocais, pandeirola, efeito sonoros, caixa de ritmos, backing vocals
Contribuições de lançamento: todos os lançamentos de Guns N' Roses
Slash
Ativo: maio de 1985–outubro de 1996, 2016–presente
Instrumentos regulares: guitarra solo
Instrumentos ocasionais: guitarra rítmica, guitarra acústica, slide guitar, baixo de 6 cordas, talkbox, banjo, dobro, backing vocals
Contribuições de lançamento: todos os lançamentos de Guns N' Roses a partir de Appetite for Destruction (1987) até "Sympathy for the Devil" (1994)
Duff McKagan
Ativo: maio de 1985–agosto de 1997, 2016–presente
Instrumentos regulares: baixo, backing vocals
Instrumentos ocasionais: guitarra acústica, vocais, percussão, tambor, bateria, pandeirola
Contribuições de lançamento: todos os lançamentos de Guns N' Roses a partir de Appetite for Destruction (1987) até "Sympathy for the Devil" (1994)
Dizzy Reed
Ativo: fevereiro de 1990–presente
Instrumentos regulares: teclados, piano, backing vocals
Instrumentos ocasionais: percussão, pandeirola, sintetizadores, órgão, clavinet, bongos
Contribuições de lançamento: todos os lançamentos de Guns N' Roses a partir de Use Your Illusion I (1991)
Richard Fortus
Ativo: julho de 2002–presente
Instrumentos regulares: guitarra rítmica, backing vocals
Instrumentos ocasionais: guitarra solo, guitarra acústica
Contribuições de lançamento: Chinese Democracy (2008)
Melissa Reese
Ativo: 2016–presente
Instrumentos regulares: teclados e backing vocals
Isaac Carpenter
Ativo: 2025–presente
Instrumentos regulares: bateria

## Ex-membros
Ole Beich
Ativo: Março–Maio de 1985
Instrumentos: baixo
Contribuições de lançamento: nenhum
Rob Gardner
Ativo: Março–Maio de 1985
Instrumentos: bateria
Contribuições de lançamento: nenhum
Tracii Guns
Ativo: Março–Maio de 1985
Instrumentos: guitarra solo
Contribuições de lançamento: nenhum
Steven Adler
Ativo: Maio de 1985–Julho de 1990
Instrumentos regulares: bateria
Instrumentos ocasionais: backing vocals
Contribuições de lançamento: Appetite for Destruction (1987), G N' R Lies (1988) e Use Your Illusion II (1991) – somente "Civil War"
Izzy Stradlin
Ativo: Março de 1985–Novembro de 1991
Instrumentos regulares: guitarra rítmica, backing vocals
Instrumentos ocasionais: guitarra solo, guitarra acústica, percussão, vocais, cítara
Contribuições de lançamento: todos os lançamentos de Guns N' Roses a partir de Appetite for Destruction (1987) até Use Your Illusion II (1991)
Matt Sorum
Ativo: Julho de 1990–Junho de 1997
Instrumentos regulares: bateria, backing vocals
Instrumentos ocasionais: percussão, coro
Contribuições de lançamento: Use Your Illusion I (1991) até "Sympathy for the Devil" (1994)
Gilby Clarke
Ativo: Novembro de 1991–Junho de 1994
Instrumentos regulares: guitarra rítmica
Instrumentos ocasionais: backing vocals, tambor
Contribuições de lançamento: The Spaghetti Incident? (1993)
Josh Freese
Ativo: Março de 1998–Agosto de 1999
Instrumentos: bateria
Contribuições de lançamento: "Oh My God" (1999), Chinese Democracy (2008)
Paul Tobias
Ativo: Outubro de 1994–Julho de 2002
Instrumentos regulares: guitarra rítmica
Instrumentos ocasionais: guitarra solo, guitarra acústica, piano, backing vocals
Contribuições de lançamento: "Sympathy for the Devil" (1994), "Oh My God" (1999), Chinese Democracy (2008)
Buckethead
Ativo: Março de 2000–Março de 2004
Instrumentos regulares: guitarra solo
Instrumentos ocasionais: guitarra rítmica, guitarra acústica
Contribuições de lançamento: Chinese Democracy (2008)
Robin Finck
Ativo: Maio de 1997–Agosto de 1999, Outubro de 2000–Abril de 2008
Instrumentos regulares: guitarra solo
Instrumentos ocasionais: guitarra rítmica, guitarra acústica, teclados, backing vocals
Contribuições de lançamento: Chinese Democracy (2008)
Bryan Mantia
Ativo: Outubro de 2000–Junho de 2006
Instrumentos: bateria
Contribuições de lançamento: Chinese Democracy (2008)
Ron "Bumblefoot" Thal
Ativo: Maio de 2006–Junho de 2014
Instrumentos regulares: guitarra solo
Instrumentos ocasionais: guitarra rítmica, guitarra acústica, backing vocals
Contribuições de lançamento: Chinese Democracy (2008)
Tommy Stinson
Ativo: Março de 1998–Abril de 2016
Instrumentos regulares: baixo, backing vocals
Instrumentos ocasionais: vocais
Contribuições de lançamento: "Oh My God" (1999), Chinese Democracy (2008)
DJ Ashba
Ativo: Março de 2009–Julho de 2015
Instrumentos regulares: guitarra solo
Instrumentos ocasionais: guitarra rítmica, bateria
Contribuições de lançamento: nenhum
Chris Pitman
Ativo: Maio de 1998–Abril de 2016
Instrumentos regulares: teclados, backing vocals
Instrumentos ocasionais: sub-baixo, baixo, pandeirola, sintetizadores, programação, guitarra de 12 cordas, mellotron, samples
Contribuições de lançamento: "Oh My God" (1999), Chinese Democracy (2008)
Frank Ferrer
Ativo: Julho de 2006–2025
Instrumentos regulares: bateria
Instrumentos ocasionais: pandeirola
Contribuições de lançamento: Chinese Democracy (2008)

## Músicos de sessão
| Shannon Hoon Instrumentos: backing vocals Contribuições de lançamento: "Live and Let Die", "Don't Cry", "You Ain't the First", "November Rain", "The Garden" (todos em 1991) Johann Langlie Instrumentos: efeitos sonoros, programação, bateria, teclados Contribuições de lançamento: "Live and Let Die", "November Rain", "Garden of Eden", "Coma", "My World" (todos em 1991) Michael Monroe Instrumentos: gaita, vocais Contribuições de lançamento: "Bad Obsession" (1991), "Ain't It Fun" (1993) Jon Thautwein Instrumentos: trompa Contribuições de lançamento: "Live and Let Die" (1991) Matthew McKagan Instrumentos: trompa Contribuições de lançamento: "Live and Let Die" (1991) Rachel West Instrumentos: trompa Contribuições de lançamento: "Live and Let Die" (1991) Robert Clark Instrumentos: trompa Contribuições de lançamento: "Live and Let Die" (1991) Tim Doyle Instrumentos: pandeirola Contribuições de lançamento: "You Ain't the First" (1991) Reba Shaw Instrumentos: backing vocals Contribuições de lançamento: "November Rain" (1991) Stuart Bailey Instrumentos: backing vocals Contribuições de lançamento: "November Rain" (1991), "I Don't Care About You" (1993) | Alice Cooper Instrumentos: vocais Contribuições de lançamento: "The Garden" (1991) West Arkeen Instrumentos: guiatrra acústica Contribuições de lançamento: "The Garden" (1991) Mike Clink Instrumentos: quebra-nozes Contribuições de lançamento: "Dead Horse" (1991) Bruce Foster Instrumentos: efeitos sonoros Contribuições de lançamento: "Coma" (1991) The Water Instrumentos: backing vocals Contribuições de lançamento: "Knockin' on Heaven's Door" (1991) Howard Teman Instrumentos: piano Contribuições de lançamento: "So Fine" (1991) Mike Staggs Instrumentos: guitarra rítmica Contribuições de lançamento: "Ain't It Fun" (1993) Mike Fasano Instrumentos: percussão Contribuições de lançamento: "Hair of the Dog" (1993) Richard Duguay Instrumentos: guitarra rítmica Contribuições de lançamento: "You Can't Put Your Arms Around a Memory" (1993) Eddie Huletz Instrumentos: backing vocals Contribuições de lançamento: "You Can't Put Your Arms Around a Memory" (1993) | Blake Stanton Instrumentos: backing vocals Contribuições de lançamento: "I Don't Care About You" (1993) Eric Mills Instrumentos: backing vocals Contribuições de lançamento: "I Don't Care About You" (1993) Riki Rachtman Instrumentos: backing vocals Contribuições de lançamento: "I Don't Care About You" (1993) Carlos Booy Instrumentos: guitarra acústica Contribuições de lançamento: "Look at Your Game, Girl" (1993) Dave Navarro Instrumentos: guitarra Contribuições de lançamento: "Oh My God" (1999) Gary Sunshine Instrumentos: guitarra Contribuições de lançamento: "Oh My God" (1999) Pete Scaturro Instrumentos: teclados Contribuições de lançamento: "Sorry" (2008) Sebastian Bach Instrumentos: background vocals Contribuições de lançamento: "Sorry" (2008) Suzy Katayama Instrumentos: trompa francesa Contribuições de lançamento: "Madagascar" (2008) Patti Hood Instrumentos: harpa Contribuições de lançamento: "This I Love" (2008) |